# Синонимы
Сино́нимы (от др.-греч. σύν «вместе» + ὄνυμα — «имя») — слова одной части речи или словосочетания с полным или частичным совпадением значения.
Синонимы используются для повышения выразительности речи, позволяют избегать её однообразия. Примеры синонимов: «кавалерия — конница, смелый — храбрый, идти — шагать». В широком смысле, в качестве синонимов могут выступать элементы других уровней языка: фразеологизмы, морфемы, синтаксические конструкции.

## Синонимы в лингвистике
Каждое слово в ряду синонимов имеет свой особый оттенок значения, отличающий его от других слов того же ряда, например: красный — алый — багряный.

### Классификация синонимов
Синонимы, указывая на одно и то же понятие и имея одинаковое лексическое значение, различаются своей смысловой и экспрессивной окрашенностью, закреплённостью за определённым стилем, частотой употребления. Многие синонимы отличаются друг от друга одновременно и лексическим значением, и экспрессивной окрашенностью.
В современном русском языке различают следующие типы синонимов:
- семантические (смысловые, идеографические) синонимы, которые различаются оттенками в значениях: «мокрый — влажный, сырой» отражают различную степень проявления признака;

- стилевые (стилистические) синонимы — синонимы, имеющие отличия в экспрессивно-эмоциональной окраске и разную область употребления, но обозначающие одно и то же явление действительности: «жена (общеупотребительное) — супруга (официальное) — благоверная (разговорное) — жинка (просторечное)»;
- семантико-стилистические синонимы, которые отличаются и оттенками в значении, и стилистически: «сердиться (нейтральное) — злиться (разговорное, то есть „сердиться в значительной степени“) — беситься (разг., то есть „очень сильно сердиться“) — серчать (просторечное, то есть „немного рассердиться“)».

Синонимы могут быть отличимы:
1. по обозначаемым ими предметам и явлениям (так, синонимы «скоморох — лицедей — комедиант — актёр — артист» использовались в разное время за историю театра и выражают разное отношение к профессии актёра [ср. следующий пункт]);
2. по социальной оценке обозначаемого предмета (синонимы «жалованье — заработная плата» отражают разное отношение к получаемому за труд вознаграждению);
3. по применимости в том или ином стиле речи (синонимы «конь — лошадь» стилистически не всегда обратимы; так, в стихотворном высказывании «Куда ты скачешь, гордый конь?» подстановка синонима «лошадь» произведёт комический эффект — «Куда ты скачешь, гордая лошадь?»);
4. по этимологическому значению, которое может придавать одному из синонимов особую окраску (синонимы «смелый — бесстрашный» связывают общее понятие храбрости в первом случае с «дерзанием», «решимостью», во втором — с «отсутствием страха»; поэтому эти синонимы в известном контексте могут быть применены как слова, противоположные по значению, как антонимы);
5. по наличию или отсутствию переносных значений: так, в известной эпиграмме Батюшков К. Н. «Совет эпическому стихотворцу»:

Какое хочешь имя дай

Твоей поэме полудикой

«Пётр Длинный», «Пётр Большой», но только «Пётр Великий»

Её не называй.

использовано отсутствие у первого из синонимов «большой — великий» переносного значения.

### Пути появления синонимов
Обогащение языка синонимами осуществляется непрерывно, и так же непрерывно происходит различение синонимов вплоть до полной утраты ими синонимичности. Обогащение языка синонимами осуществляется различными путями. 
Одним из основных путей является скрещение говоров при становлении национального языка, а частично даже раньше — при образовании более крупных племенных диалектов; так как каждый говор имеет свой запас слов для обозначения тех или иных явлений и предметов, то часто в получившемся от скрещения языке оказываются дублеты для обозначения одних и тех же явлений. Особенно сильно это дублирование обозначений захватывает лексику разговорной речи, связанную с предметами обихода; произведённые исследования по лексике разговорной речи показывают территориальное распределение слов этого вида, выступающих в качестве равноправных синонимов в литературном языке. Сравните: в русском обозначения ягод: «боровика — брусника, костяника — каменика», которые меняются у различных писателей в зависимости от их родного говора.
Другим путём появления в языке дублетов обозначений является развитие письменности на другом языке (латинском в Западной Европе, старославянском в Киевской и Московской Руси). Проникновение слов устной речи в письменную и слов письменной речи в устную создают многочисленные стилистически различные синонимы: сравните: в русском языке «враг — ворог, злато — золото» и прочие так называемые церковнославянизмы.

## Синонимы в таксономии
Синонимы в биологической таксономии — два или более названия, относящиеся к одному и тому же биологическому таксону.
Только один из всех синонимов может быть названием, под которым данный таксон должен быть известен. Обычно это тот синоним, который был обнародован раньше других.